# Cambremer
Cambremer település Franciaországban, Calvados megyében. Lakosainak száma 1307 fő (2022. január 1.). Cambremer La Houblonnière, Léaupartie, Montreuil-en-Auge, Notre-Dame-de-Livaye, Rumesnil, Saint-Ouen-le-Pin, Notre-Dame-d'Estrées-Corbon, Mézidon-Vallée-d’Auge és Victot-en-Auge községekkel határos.

## Népesség
A település népességének változása:
| Lakosok száma | 1146 | 1166 | 1187 | 1359 | 1346 | 1334 | 1322 | 1310 | 1307 |
|               | 2013 | 2015 | 2016 | 2017 | 2018 | 2019 | 2020 | 2021 | 2022 |